# Ямагути, Юитиро
Юитиро Ямагути (яп. 山口祐一郎 Ямагути Юитиро, род. 5 октября 1956 года, Кагосима) — японский артист театра и телевидения, певец. Наиболее известен по ролям в японских постановках европейских мюзиклов.

## Биография
Будучи учеником младшей школы переехал в Токио, где, после окончания школы, поступил в престижный частный университет Мэйдзи на юридический факультет.
В 1979 году прослушивался на роль в ансамбле мюзикла «Кордебалет» постановки театральной компании «Shiki», но перепутал кастинги и вместо вокального кастинга, попал на танцевальный, который провалил, но его голос был отмечен директором, благодаря чему он был взят в труппу компании. Также на первых парах участвовал в ансамбле мюзикла «Эвита» и исполнял роль Че в дублёрском составе. Популярность начала приходить к Ямагути в 1981 году, когда он начал исполнять роль Иисуса в рок-опере Эндрю Ллойда Уэббера «Иисус Христос — суперзвезда», которую исполнял вплоть до своего ухода из компании в 1995 году. В 1988 году вошёл в историю как первый не-англоязычный исполнитель роли Рауля, виконта Де Шаньи в мюзикле «Призрак Оперы» того же Уэббера. Через два года стал исполнителем роли самого Призрака, которую также исполнял вплоть до ухода из «Shiki», в общей сложности проиграв роль Призрака 5 лет, став, на тот момент, самым долгоиграющим исполнителем этой роли.
В 1996 году перешёл в театральное подразделения японского медиа гиганта «Toho». Сразу же он получил одну из своих самых известных ролей: Жана Вальжана в мюзикле Шёнберга и Бублиля «Отверженные», которую исполнял с 1997 по 2011 года, позже возвращаясь к роли в качестве гостя. В 2000 году впервые выступил в своей второй по известности роли, роли Смерти в австрийском мюзикле «Элизабет», которую играл до 2012 года. За эти две роли Ямагути стал лауреатом гран-при престижнейшей театральной премии Японии, 29-й театральной премии имени Кадзуо Кикута.
В декабре 2012 года Ямагути объявил, что в 2013 сделает паузу в своей карьере чтобы дать своему голосу возможность восстановиться. Из-за этого пришлось отменить его участие в «Отверженных», проходившего с апреля по октябрь. За весь год он не принимал участия ни в одной постановке, а только лишь озвучил роль в одной аудио пьесе. Уже 4 января 2014 года он вернулся на сцену в концертной программе «Musical Collection in Theatre Creation» и с тех пор продолжает активно участвовать в театральной деятельности, будучи задействованным в не менее чем трёх постановках за год, каждая из которых идёт от одного до трёх месяцев.
10 июня 2019 года был награждён золотой медалью «За заслуги перед Австрийской Республикой» за роль Смерти в мюзикле «Элизабет». 17 и 18 сентября 2020 года Юитиро Ямагути выступил ведущим авторского ток-шоу My Story－素敵な仲間たち－(«Моя история – хорошие друзья») в Императорском театре в Токио, где он и приглашённые гости будут делиться историями из своей актёрской жизни. В мае 2022 года было проведено 5 похожих представлений, однако в этот раз в программу шоу были также включены арии из мюзиклов.
О личной жизни артиста информации в открытых источниках нет.

## Карьера

### Роли в мюзиклах

#### Компания «Shiki»
1. Кордебалет – ансамбль (1979—1985)[9]
2. Иисус Христос — суперзвезда – Иисус Христос (1981—1994)
3. Эвита – ансамбль / Эрнесто Че Гевара (дублёр) (1982)
4. Кошки – Рам-там-таггер (1983—1985)
5. Сновидение (по пьесе «Синяя Птица») – Дух Огня (1985)
6. Вестсайдская история – Тони (1986)
7. Эвита – Хуан Доминго Перон (1987)
8. Призрак Оперы – Рауль, виконт Де Шаньи (1988—1989)
9. Призрак Оперы – Призрак Оперы (1990—1995)

#### Компания «Toho»
1. Отверженные – Жан Вальжан (1997—2011)
2. Римские каникулы (по одноимённому фильму) – Джо Брэдли (1998—2000)
3. Company – Роберт (1999)
4. Элизабет – Смерть (2000—2012)
5. Унесённые ветром (по одноимённому фильму) – Ретт Батлер (2001)
6. Моцарт! – Архиепископ фон Коллоредо[англ.] (с 2002)
7. И никого не стало (по роману «Десять негритят») – Филипп Ломбард (2003—2005)
8. Бал вампиров –  Граф фон Кролок (с 2006)
9. Мария-Антуанетта – Алессандро Калиостро (2006—2007)
10. Ребекка –  Максим де Винтер (с 2008)
11. Королева пиратов –  Тиернан (2009—2010)
12. Три мушкетёра (по одноимённому роману) –  кардинал Ришильё (2011)
13. Леди Бесс –  Роджер Аскам[англ.] (с 2014)
14. Визит старой дамы (по одноимённой пьесе) – Альфред Илл (2015—2016)
15. Тайна Эдвина Друда (по одноимённому роману) – Мэр Томас Сапси/Председатель Уильям Картрайт (2016)
16. Герб царской семьи (по одноимённой манге[англ.]) – Имхотеп (с 2016)
17. Мосты округа Мэдисон (по одноимённому роману и фильму) – Роберт Кинкейд (2018)
18. Человек, который смеётся (по одноимённому роману) –  Урсус (с 2019)
19. Лак для волос – Эдна Тёрнблад (2022)[10]
20. Царство (по одноимённой манге) – Ван Ци (2023)[11]

### Концерты
1. 35 шагов: песни и танцы – 1988 (Концерт приуроченный к 35-летнему юбилею компании “Shiki”)
2. Спасибо! Бродвей! – 25 и 26 марта 2002 (Благотворительный концерт)
3. Мир М. Кунце и С. Левая – 18—27 мая 2010 (Концерт с избранными ариями мюзиклов Кунце и Левая)
4. Мир М. Кунце и С. Левая (2-й сезон) – 26 января — 25 марта 2012
5. Концерт-презентация фильма «Отверженные» – 28 ноября 2012[12]
6. Коллекция мюзиклов в Theatre Creation – 4—30 января 2014
7. Коллекция мюзиклов в Theatre Creation II – 20 февраля — 24 марта 2015
8. Коллекция мюзиклов в Theatre Creation III – 9 февраля — 5 марта 2017
9. Моя история, моя песня ~и ВЫ~ – 19—22 мая 2022

## Дискография
| Оригинальное название                                                                   | Перевод названия                                                                            | Год  | Роль                   | Тип                     | В каталогах                                                         | Оригинальное издание                                | Действительное издание              |
| --------------------------------------------------------------------------------------- | ------------------------------------------------------------------------------------------- | ---- | ---------------------- | ----------------------- | ------------------------------------------------------------------- | --------------------------------------------------- | ----------------------------------- |
| エビータ： 日生劇場ライヴ《完全収録盤》                                                 | Эвита: «Полная запись» Live в театре Nissay                                                 | 1982 | (Ансамбль)             | Live, полная            | 3B-20001-2 (Vinyl) ABCS-55~56 (CD)                                  | 1983 (Vinyl) ¥4000                                  | 21.01.2004 (CD) ¥3990               |
| 「キャッツ」： オリジナル・キャスト盤                                                   | «Кошки»: Запись оригинального состава                                                       | 1985 | Рам-там-таггер         | Live, полная            | D60H0004 (CD)                                                       | 21.04.1985 (CD) ¥5470                               | Оригинальное                        |
| 35 ステップス： Singing & Dancing                                                       | 35 шагов: Пение и танцы                                                                     | 1988 | (Концерт)              | Live, полная            | D50H0008 (CD)                                                       | 21.03.1988 (CD) ¥5000                               | Не издаётся                         |
| オペラ座の怪人： 劇団四季オリジナルキャスト                                             | Призрак Оперы: Оригинальный состав театральной компании "Shiki"                             | 1988 | Рауль, виконт де Шаньи | Студийная, полная       | C40H0041 (Vinyl) D50H0009 (CD) 40P4028 (Cassete)                    | 10.08.1988 (Vinyl) ¥4000 (CD) ¥5000 (Cassete) ¥3770 | Не издаётся                         |
| オペラ座の怪人： ロングラン・キャスト                                                   | Призрак Оперы: Состав долгоиграющей постановки                                              | 1992 | Призрак Оперы          | Студийная, полная       | POCP-1213/4 (CD)                                                    | 26.09.1992 (CD) ¥3873                               | Оригинальное                        |
| ローマの休日： The Original Cast Recording                                              | Римские каникулы: Запись оригинального состава                                              | 1998 | Джо Брэдли             | Live, полная            | TOCT-24051•52 (CD)                                                  | 27.01.1999 (CD) ¥5097                               | Не издаётся                         |
| エリザベート： 《ハイライト・スタジオ録音盤》                                           | Элизабет: «Основные моменты. Студийная запись»                                              | 2000 | Смерть                 | Студийная, осн. моменты | TOHO•E-0006 (CD)                                                    | 2000 (CD) ¥2000                                     | Не издаётся                         |
| エリザベート： [東宝公演ライヴ盤] Tod：Yuichiro Yamaguchi Version                       | Элизабет: [Live-представление Toho] Смерть: версия Юитиро Ямагути                           | 2001 | Смерть                 | Live, полная            | TOHO•E-0104Y (CD)                                                   | 2001 (CD) ¥3800                                     | Не издаётся                         |
| 風と共に去りぬ： ハイライト・ライヴ録音盤                                               | Унесённые ветром: Основные моменты. Студийная запись                                        | 2001 | Ретт Батлер            | Студийная, осн. моменты | TOHO•E-0109 (CD)                                                    | 2001 (CD) ¥2800                                     | Оригинальное                        |
| モーツァルト！： [日本初演ライヴ盤] Wolfgang：Inoue Yoshio Version                      | Моцарт!: [Live-представление японской премьеры] Вольфганг: версия Ёсио Иноуэ                | 2002 | Епископ Коллоредо      | Live, полная            | TOHO-E•0210I (CD)                                                   | 2002 (CD) ¥3800                                     | Не издаётся                         |
| モーツァルト！： [日本初演ライヴ盤] Wolfgang：Nakagawa Akinori Version                  | Моцарт!: [Live-представление японской премьеры] Вольфганг: версия Акинори Накагава          | 2002 | Епископ Коллоредо      | Live, полная            | TOHO-E•0210N (CD)                                                   | 2002 (CD) ¥3800                                     | Не издаётся                         |
| レ・ミゼラブル： [2003年公演キャスト盤] Valjean：Yuichiro Yamaguchi Version             | Les Misérables: [Запись состава 2003 года] Вальжан: версия Юитиро Ямагути                   | 2003 | Жан Вальжан            | Live, полная            | TOHO•E-0308Y (CD)                                                   | 2003 (CD) ¥4200                                     | Не издаётся                         |
| エリザベート： [2004年東宝公演ハイライト・ライヴ録音盤] Tod：Yuichiro Yamaguchi Version | Элизабет: [Осн. моменты представления Toho 2004. Live-запись] Смерть: версия Юитиро Ямагути | 2004 | Смерть                 | Live, осн. моменты      | TOHO•E-0410Y (CD)                                                   | 11.12.2004 (CD) ¥2800                               | Оригинальное                        |
| 「モーツァルト！」： ハイライトスタジオ録音盤                                           | «Моцарт!»: Осн. моменты студийной записи                                                    | 2005 | Епископ Коллоредо      | Студийная, осн. моменты | TOHO•E-0508 (CD)                                                    | 18.08.2005 (CD) ¥3200                               | Оригинальное                        |
| マリー・アントワネット： ハイライト・ライヴ録音盤 The Original Cast Recording           | Мария-Антуанетта: Осн. моменты. Живая запись Запись оригинального состава                   | 2006 | Алессандро Калиостро   | Live, полная            | TOHO•E-0612 (CD)                                                    | 28.03.2006 (CD) ¥4600                               | Оригинальное                        |
| ダンスオブヴァンパイア： ハイライト・ライヴ録音盤                                       | Танец вампиров: Осн. моменты. Живая запись                                                  | 2006 | Граф фон Кролок        | Live, полная            | TOHO•E-0608 (CD)                                                    | 02.11.2006 (CD) ¥4600                               | Оригинальное                        |
| レベッカ： ハイライト・スタジオ録音盤                                                   | Ребекка: Осн. моменты. Студийная запись                                                     | 2010 | Максим де Винтер       | Студийная, осн. моменты | TOHO•E-1003 (CD)                                                    | 05.03.2010 (CD) ¥2400                               | Оригинальное                        |
| M.クンツェ＆S.リーヴァイの世界 ～2nd Season～                                           | Мир М. Кунце и С. Левая (2-й сезон)                                                         | 2012 | (Концерт)              | Видео                   | TOHO•V-1206 (DVD)                                                   | 20.06.2012 (DVD) ¥9772                              | Оригинальное                        |
| レディ・ベス： ハイライト・ライヴ録音盤                                                 | Леди Бесс: Осн. моменты. Живая запись                                                       | 2014 | Роджер Аскам           | Live, осн. моменты      | TOHO•E-1407 (CD)                                                    | 19.07.2014 (CD) ¥3400                               | Оригинальное                        |
| モーツァルト！： Wolfgang：Yoshio Inoue Version                                         | Моцарт!: Вольфганг: версия Ёсио Иноуэ                                                       | 2014 | Епископ Коллоредо      | Видео                   | TOHO•VI-1504 (DVD-2015) TOHO•VMI-2110 (DVD-2021) TOHO•BMI-2110 (BD) | 30.04.2015 (DVD) ¥10800                             | 29.12.2021 (DVD) ¥11000 (BD) ¥12100 |
| モーツァルト！： Wolfgang：Ikusaburo Yamazaki Version                                   | Моцарт!: Вольфганг: версия Икусабуро Ямадзаки                                               | 2014 | Епископ Коллоредо      | Видео                   | TOHO•VY-1504 (DVD) TOHO•VMY-2110 (DVD-2021) TOHO•BMY-2110 (BD)      | 30.04.2015 (DVD) ¥10800                             | 29.12.2021 (DVD) ¥11000 (BD) ¥12100 |
| 王家の紋章： Ra(太陽の神)バージョン                                                     | Герб королевской семьи: Версия Ра (Бог солнца)                                              | 2017 | Имхотеп                | Видео                   | TOHO•VR-1710 (DVD)                                                  | 31.10.2017 (DVD) ¥10800                             | Оригинальное                        |
| 王家の紋章： Hapi(ナイルの神)バージョン                                                 | Герб королевской семьи: Версия Хапи (Бог Нила)                                              | 2017 | Имхотеп                | Видео                   | TOHO•VH-1710 (DVD)                                                  | 31.10.2017 (DVD) ¥10800                             | Оригинальное                        |
| Lady Bess: Flower Version                                                               | Леди Бесс: Цветочная версия                                                                 | 2017 | Роджер Аскам           | Видео                   | TOHO•VF-1805 (DVD)                                                  | 30.05.2018 (DVD) ¥10800                             | Оригинальное                        |
| Lady Bess: Star Version                                                                 | Леди Бесс: Звёздная версия                                                                  | 2017 | Роджер Аскам           | Видео                   | TOHO•VS-1805 (DVD)                                                  | 30.05.2018 (DVD) ¥10800                             | Оригинальное                        |
| 「笑う男」： 2019年版ハイライト・ライヴ録音盤                                           | «Человек, который смеётся»: Осн. моменты, живая запись 2019                                 | 2019 | Урсус                  | Live, осн. моменты      | TOHO•E-1909 (CD)                                                    | 05.09.2019 (CD) ¥3240                               | Оригинальное                        |
| モーツァルト！2021 Wolfgang: Yuta Furukawa Version                                      | Моцарт! 2021 Вольфганг: версия Юта Фурукава                                                 | 2021 | Епископ Коллоредо      | Видео                   | TOHO•VMF-2112 (DVD) TOHO•BMF-2112 (BD)                              | 10.12.2021 (DVD) ¥12100 (BD) ¥13200                 | Оригинальное                        |
| モーツァルト！2021 Wolfgang: Ikusaburo Yamazaki Version                                 | Моцарт! 2021 Вольфганг: версия Икусабуро Ямадзаки                                           | 2021 | Епископ Коллоредо      | Видео                   | TOHO•VMY-2112 (DVD) TOHO•BMY-2112 (BD)                              | 10.12.2021 (DVD) ¥12100 (BD) ¥13200                 | Оригинальное                        |

- Под «полной» записью имеется в виду запись с минимальным удалением материала, представляющее собой вырезание реплик и коротких инструменталов.
- Все указанные в разделе «Оригинальное издание» цены действительны только два года с момента издания и позже могут меняться продавцом.